# Friesland Foods
Friesland Foods was de naam van een grote, internationaal opererende zuivelcoöperatie, waarvan de wortels teruggaan tot 1879. In december 2008 fuseerde Friesland Foods met Campina tot FrieslandCampina.

## Geschiedenis
Friesland Foods had een coöperatieve basis. De onderneming ontstond in 1997 door een fusie van vier zuivelcoöperaties: Coberco, Friesland Dairy Foods, Twee Provinciën en de Zuid-Oost-Hoek. Vanaf de fusie was de naam Friesland Coberco Dairy Foods. In december 2004 ontving het bedrijf het predicaat Koninklijk en werd de naam veranderd in Koninklijke Friesland Foods waarbij het bedrijf zich ook wel presenteerde als Royal Friesland Foods.

## Activiteiten
Friesland Foods ontwikkelt, produceert en vermarkt zuivelproducten, vruchtendranken en ingrediënten.
De productie- en verkooplocaties bevonden zich vooral in het oosten en noorden van Nederland, onder andere in:
- Nijkerk: productie dagverse zuivelproducten (verkocht aan Arla Foods)
- Drachten: productie biologische zuivelproducten
- Ede: productie dranken en vruchtensappen.
- Lochem: productie van melkpoeder
- Borculo: productie van ingrediënten voor onder andere babyvoeding, bakkersproducten en medicijnen
- Beilen: productie van babyvoeding(poeders)
- Leeuwarden: productie van melkpoeder, evap melk, gecondenseerde melk
- Workum: productie van kaas
- Gerkesklooster: productie van kaas en melkpoeder
- Dronrijp: productie van kaas
- Marum: productie van kaas
- Bedum: productie van kaas en melkpoeder DOMO
- Steenderen: productie van kaas
- Varsseveld: productie van kaas (gesloten)
- Arnhem: productie van melkpoeder, evap melk, gecondenseerde melk (gesloten)

In het buitenland was het actief in met name België (met fabrieken te Bornem en Lummen), Duitsland, Frankrijk, Centraal-Europa, West-Afrika en Zuidoost-Azië.
Sinds 2000 wordt in Nederland de naam Friesche Vlag gebruikt als paraplumerk voor de dagverse en houdbare zuivel. Kaas wordt onder het merk Frico verkocht, voor sappen worden (onder andere) de merken Appelsientje en Dubbelfrisss gebruikt. In het buitenland worden de onder meer de merken Rainbow, Peak, Noy-Noy en Dutch Lady gevoerd.
In 2001 verkocht Numico de activiteiten van Nutricia aan Friesland Coberco. De laatste betaalde hiervoor 664 miljoen euro. Met de overname waren 4400 banen gemoeid en bekende merken als Chocomel, Fristi, Extran en Nutroma gingen over. Deze activiteiten hadden een omzet van 400 miljoen euro op jaarbasis waarvan slechts een kwart in Nederland werd gerealiseerd. De rest van de omzet werd gegenereerd met verkopen in België, Duitsland en Hongarije.
Einde 2007 had Friesland Foods 15.300 medewerkers.

## Fusie met Campina
Op 19 december 2007 kondigden Friesland Foods en Campina aan te willen spreken over een fusie.
 Op 7 mei hebben de algemene vergadering van Zuivelcoöperatie Friesland Foods en de ledenraad van Zuivelcoöperatie Campina het voorstel tot fusie tussen beide coöperaties en ondernemingen goedgekeurd. Op 8 mei 2008 werd de fusieovereenkomst door de wederzijdse besturen en directies ondertekend. De Europese Commissie stemde op 17 december 2008 in met de fusie. Wel moest de nieuwe onderneming FrieslandCampina enkele onderdelen afstoten.

## Blokkade
In mei 2008 werden enkele fabrieken van Friesland Foods geblokkeerd door melkveehouders. Op vrijdag 30 mei begon de blokkade bij het productie- en distributiecentrum in Nijkerk, daarna volgden meer vestigingen. De melkveehouders waren boos vanwege een te lage prijs voor hun melk. Op zaterdag 31 mei maakte Friesland Foods bekend dat bij sommige melkveehouders geen melk kon worden opgehaald vanwege de blokkades. Op maandag 2 juni werden de blokkades opgeheven na tussenkomst van een rechter.